# François Duval
François Duval, (18 de noviembre de 1980, Bélgica) es un piloto profesional de rallyes, que ha participado en el Campeonato Mundial de Rally y que ha llegado a ganar una prueba pilotando para Citroën. Su último equipo oficial fue Ford.

## Trayectoria
Ganó diferentes pruebas en 1999, que lo llevó a competir a nivel internacional. Empezó a competir en el campeonato mundialista en el año 2001, sin equipo, hasta que fichó a mitad de temporada por el equipo Ford pilotando un Ford Puma. En 2004, consiguió una gran temporada consiguiendo varios podios para conseguir una 6º posición en el campeonato mundialista.
Citroën se fijaría en él la temporada siguiente, por lo que le fichó como segundo piloto. Este año no fue del todo bueno, pero las dos últimas carreras del campeonato consiguió un segundo puesto y su única victoria profesional en el Rally de Australia.
Los años posteriores, no fueron lo mismo de antes consiguiendo algún que otro podio, pero con actuaciones discretas en el campeonato.

## Resultados

### Campeonato Mundial de Rally
| Año  | Equipo                             | Coche                 | 1       | 2       | 3       | 4       | 5       | 6       | 7       | 8       | 9       | 10      | 11      | 12      | 13    | 14      | 15      | 16    | Pos. | Puntos |
| ---- | ---------------------------------- | --------------------- | ------- | ------- | ------- | ------- | ------- | ------- | ------- | ------- | ------- | ------- | ------- | ------- | ----- | ------- | ------- | ----- | ---- | ------ |
| 2001 | François Duval                     | Mitsubishi Carisma GT | POR Ret |         | CYP Ret |         |         |         |         |         | AUS 19  |         |         |         |       |         |         |       | –    | 0      |
| 2001 | François Duval                     | Ford Puma S1600       |         | ESP Ret |         | GRE DSQ | FIN Ret | ITA 18  | FRA Ret | GBR Ret |         |         |         |         |       |         |         |       | –    | 0      |
| 2002 | François Duval                     | Ford Puma S1600       | MON 17  |         |         | ESP 25  |         | GRE Ret |         | GER Ret | ITA 20  |         | GBR Ret |         |       |         |         |       | –    | 0      |
| 2002 | François Duval                     | Ford Focus RS WRC 01  |         | SWE 10  | FRA Ret |         |         |         |         |         |         |         |         |         |       |         |         |       | –    | 0      |
| 2002 | Ford Motor Co                      | Ford Focus RS WRC 02  |         |         |         |         | CYP Ret |         | FIN Ret |         |         | AUS Ret |         |         |       |         |         |       | –    | 0      |
| 2003 | Ford Motor Co                      | Ford Focus RS WRC 02  | MON 7   | SWE Ret | TUR 3   |         |         |         |         |         |         |         |         |         |       |         |         |       | 9º   | 30     |
| 2003 | Ford Motor Co                      | Ford Focus RS WRC 03  |         |         |         | NZL 9   | ARG 8   | GRE Ret | CYP Ret | GER 7   | FIN Ret | AUS 10  | ITA 5   | FRA 3   | ESP 4 | GBR 5   |         |       | 9º   | 30     |
| 2004 | Ford Motor Co                      | Ford Focus RS WRC 03  | MON 3   | SWE Ret | MEX 2   |         |         |         |         |         |         |         |         |         |       |         |         |       | 6º   | 53     |
| 2004 | Ford Motor Co                      | Ford Focus RS WRC 04  |         |         |         | NZL 18  | CYP Ret | GRE 4   | TUR 5   | ARG 3   | FIN 7   | GER 2   | JPN Ret | GBR 5   | ITA 5 | FRA Ret | ESP Ret | AUS 3 | 6º   | 53     |
| 2005 | Citroën Total                      | Citroën Xsara WRC     | MON Ret | SWE 12  | MEX Ret | NZL 4   | ITA 11  | CYP Ret | ARG 7   | FIN 8   | GER 2   | GBR 2   | JPN 4   | FRA Ret | ESP 2 | AUS 1   |         |       | 6º   | 47     |
| 2006 | First Motorsport                   | Škoda Fabia WRC       | MON Ret | ESP 6   | FRA Ret | ITA 8   | GRE 13  | GER Ret | TUR 9   | GBR 8   |         |         |         |         |       |         |         |       | 19º  | 5      |
| 2007 | First Motorsport                   | Škoda Fabia WRC       | GRE Ret |         |         |         |         |         |         |         |         |         |         |         |       |         |         |       | 10º  | 12     |
| 2007 | OMV Kronos Citroën WRT             | Citroën Xsara WRC     |         | GER 2   | ESP 5   | FRA Ret |         |         |         |         |         |         |         |         |       |         |         |       | 10º  | 12     |
| 2008 | Stobart VK M-Sport Ford Rally Team | Ford Focus WRC        | MON 4   | GER 3   | NZL Ret |         |         | JPN Ret | GBR 6   |         |         |         |         |         |       |         |         |       | 7º   | 25     |
| 2008 | BP Ford Abu Dhabi World Rally Team | Ford Focus WRC        |         |         |         | ESP 4   | FRA 3   |         |         |         |         |         |         |         |       |         |         |       | 7º   | 25     |
| 2010 | Stobart M-Sport Ford Rally Team    | Ford Focus WRC        | GER Ret |         |         |         |         |         |         |         |         |         |         |         |       |         |         |       | -    | 0      |